# Oxford United F.C.
Câu lạc bộ bóng đá Oxford United là một câu lạc bộ bóng đá chuyên nghiệp ở thành phố Oxford, Anh. Đội hiện đang thi đấu ở EFL Championship, cấp độ thứ hai của hệ thống giải bóng đá Anh.
Câu lạc bộ được thành lập vào ngày 27 tháng 10 năm 1893 với tên gọi Câu lạc bộ bóng đá Headington. Headington sáp nhập với đối thủ địa phương Headington Quarry vào ngày 25 tháng 7 năm 1911 và được đổi tên thành Headington United. Câu lạc bộ lấy tên như hiện nay vào năm 1960. Năm 2006 câu lạc bộ phải xuống hạng Conference. Sau bốn mùa giải Oxford trở lại League Two vào năm 2010 thông qua play-off, và sáu mùa giải sau đó được thăng hạng lên League One sau khi đứng thứ 2 ở League Two vào năm 2016. Năm 2024 đội được thăng hạng lên EFL Championship thông qua play-off.

## Cầu thủ

### Đội hình hiện tại
Tính đến ngày 14/6/2024
Ghi chú: Quốc kỳ chỉ đội tuyển quốc gia được xác định rõ trong điều lệ tư cách FIFA. Các cầu thủ có thể giữ hơn một quốc tịch ngoài FIFA.
| Số | VT | Quốc gia    | Cầu thủ                    |
| -- | -- | ----------- | -------------------------- |
| 1  | TM | Anh         | Jacob Knightbridge         |
| 2  | HV | Anh         | Sam Long                   |
| 3  | HV | Bắc Ireland | Ciaron Brown               |
| 4  | HV | Anh         | Jordan Thorniley           |
| 5  | HV | Anh         | Elliott Moore (đội trưởng) |
| 6  | TV | Anh         | Josh McEachran             |
| 7  | TV | Wales       | Will Vaulks                |
| 8  | TV | Anh         | Cameron Brannagan          |
| 9  | TĐ | Wales       | Mark Harris                |
| 12 | HV | Anh         | Joe Bennett                |
| 13 | TM | Anh         | Simon Eastwood             |
| 18 | TV | Anh         | Marcus McGuane             |
| 19 | TV | Anh         | Tyler Goodrham             |
| 20 | TĐ | Bồ Đào Nha  | Rúben Rodrigues            |

| Số | VT | Quốc gia         | Cầu thủ         |
| -- | -- | ---------------- | --------------- |
| 21 | TM | Cộng hòa Ireland | Edward McGinty  |
| 22 | HV | Jamaica          | Greg Leigh      |
| 23 | TĐ | Anh              | Josh Murphy     |
| 24 | TV | Anh              | Joshua Johnson  |
| 25 | TĐ | Anh              | Will Goodwin    |
| 26 | HV | Cộng hòa Ireland | James Golding   |
| 27 | TĐ | Anh              | Max Woltman     |
| 28 | HV | Cộng hòa Ireland | Stephan Negru   |
| 29 | TV | Anh              | Kyle Edwards    |
| 30 | TV | Anh              | Owen Dale       |
| 31 | TM | Anh              | Eddie Brearey   |
| 39 | TĐ | Anh              | Gatlin O'Donkor |
| —  | HV | Scotland         | Stuart Findlay  |